# Firework (chanson)
Pour les articles homonymes, voir Fireworks#Chanson.
Singles de Katy Perry
Teenage Dream
(2010) E.T.
(2011)
Pistes de Teenage Dream
California Gurls Peacock
Firework est une chanson de la chanteuse pop américaine Katy Perry tiré de son 3e album studio, Teenage Dream paru en 2010. La chanson écrite par Perry, Stargate, Sandy Vee, Ester Dean et produite par Stargate, Sandy Vee est sorti en tant que troisième single de l'album le 3 décembre 2010. Selon Perry, Firework est influencé par le roman de Jack Kerouac, Sur la route (On the Road).

## Clip vidéo

### Développement
Le tournage du clip vidéo de Firework a débuté, selon MTV le 28 septembre 2010 à Budapest en Hongrie et a été dirigé par Dave Meyers. L'opérateur de téléphonie mobile européen Deutsche Telekom Group a collaboré au clip en y faisant participer grâce à des activités et épreuves, les fans de Perry. Le teaser trailer officiel sera ajouté le 15 octobre 2010 depuis YouTube. Le clip fut ajouté sur TwitVid, DirectLyrics et Youku le 28 octobre 2010. Perry a annoncé depuis son compte Twitter qu'elle dédiera le clip à la campagne "It Gets Better" qui se mobilise contre le harcèlement au sein de la communauté LGBT. Un message de confiance est présent dans le vidéo clip de "Firework", par exemple lorsque l'on voit un jeune homme gay qui donne l'impression d'être mal à l'aise dans sa peau. Le clip de "Firework" n'est pas sans rappeler celui de Christina Aguilera, Beautiful, qui cherchait à passer ce genre de message. Le clip fut ajouté le 28 octobre 2010 depuis la plateforme YouTube et a été visionné plus de 1 milliard de fois sur cette plateforme ce qui fait de Perry la seule artiste à avoir 7 vidéos avec plus de 1 milliard de vues (Roar, Last Friday Night, Dark Horse, Bon Appétit, Hot N Cold & Wide Awake)

### Scénario
Le clip vidéo de Firework s'ouvre sur une vue du pont des chaînes, puis de la ville de Budapest en Hongrie. La chanson débute, Katy Perry apparait et chante depuis un grand balcon, du Musée ethnographique (Budapest). Nous pouvons voir tout au long du clip un message de confiance en soi, notamment lorsque nous voyons une jeune fille atteinte de leucémie, une femme en train d'accoucher, une jeune fille prenant peur avec son frère lorsqu'une dispute éclate avec ses parents, une adolescente complexée par son poids mais qui finit par rejoindre ses amies en sautant dans une piscine, un couple gay s'embrassant dans une foule et une personne se faisant racketter. À chaque fois que ces personnes retrouvent cette confiance ainsi que Katy Perry, leur poitrine éjecte des feux d'artifice, ceci pourrait être une référence à son clip California Gurls où elle portait un soutien-gorge éjectant de la crème. Le clip se termine avec une foule se dirigeant dans la cour du palais royal de Hongrie et éjectant des feux d'artifice en allant danser avec Katy Perry et en formant autour de cette dernière un soleil géant.

## Performances live
Katy Perry interprète Firework sur le plateau du Late Show with David Letterman le 24 août 2010, au Royaume-Uni sur le plateau de X-Factor le 17 octobre 2010 et pour les MTV Europe Music Awards le 7 novembre 2010 à Madrid.
Elle a également interprété Firework pour le défilé Victoria's Secret et aussi dans le grand show Super bowl 2015 qui a battu tous les records .

## Utilisation cinématographique
Très vite devenue un tube, en 2012 cette chanson est utilisée dans deux films à succès. Madagascar 3 : Bons baisers d'Europe, film d'animation produit par Dreamworks. C'est Vitaly, le tigre Russe, qui s'approprie cette chanson.
Quant au cinéma français, c'est en la personne de Jacques Audiard qu'il rendra hommage à la chanson. Dans le film De rouille et d'os', Marion Cotillard, incarnant l'héroïne dresseuse d'orques, exécutant une chorégraphie sur ce single. D'après une chronique en ligne des Inrocks, ce serait surtout le texte de la chanson, et le sens du clip, qui justifieraient cet emploi de la chanson : retrouver confiance en la vie et en soi - une flamme intérieure, en quelque sorte. Mais en réalité c'est cette chanson qui est utilisée comme fond sonore dans le spectacle original des orques au Marineland d'Antibes et sur laquelle les dresseurs effectuent la chorégraphie (des signes destinés à donner des ordres aux orques) reprise par Marion Cotillard.
Elle est également utilisée dans la comédie américaine L'Interview qui tue ! de 2014, quand David Skylark (interprété par James Franco) découvre que c'est la chanson préférée du dirigeant nord-coréen, David la chante à la fin de l'interview, et enfin dans l'assaut final, on entend une version acoustique (mais pas de Katy Perry) lorsqu'un missile est tiré au ralenti.

## Liste des pistes
- Téléchargement digital[3])

1. Firework – 3:47
2. Firework (Clip vidéo) – 3:55

- CD single en Allemagne

1. Firework – 3:48
2. Firework (Instrumental) – 3:48

## Classements et certifications
| Classement (2010-2011)                  | Meilleure position |
| --------------------------------------- | ------------------ |
| Allemagne (Media Control AG)            | 4                  |
| Australie (ARIA)                        | 3                  |
| Autriche (Ö3 Austria Top 40)            | 3                  |
| Belgique (Flandre Ultratop 50 Singles)  | 5                  |
| Belgique (Wallonie Ultratop 50 Singles) | 5                  |
| Brésil (Hot 100 Airplay)                | 5                  |
| Canada (Hot 100)                        | 1                  |
| Tchéquie (IFPI Rádio)                   | 4                  |
| Danemark (Tracklisten)                  | 14                 |
| Écosse (OCC)                            | 3                  |
| Espagne (PROMUSICAE)                    | 14                 |
| États-Unis (Hot 100)                    | 1                  |
| États-Unis (Adult Contemporary)         | 1                  |
| États-Unis (Adult Pop Songs)            | 1                  |
| États-Unis (Dance Club Songs)           | 1                  |
| États-Unis (Pop Airplay)                | 1                  |
| Finlande (Suomen virallinen lista)      | 18                 |
| France (SNEP)                           | 7                  |
| Hongrie (Rádiós Top 40)                 | 2                  |
| Irlande (IRMA)                          | 2                  |
| Israël (Media Forest)                   | 3                  |
| Italie (FIMI)                           | 4                  |
| Japon (Hot 100)                         | 100                |
| Nouvelle-Zélande (RMNZ)                 | 1                  |
| Norvège (VG-lista)                      | 2                  |
| Mexique (Billboard International)       | 4                  |
| Pays-Bas (Nederlandse Top 40)           | 8                  |
| Pologne (ZPAV)                          | 3                  |
| Roumanie (Top 100)                      | 15                 |
| Royaume-Uni (UK Singles Chart)          | 3                  |
| Slovaquie (IFPI Rádio)                  | 2                  |
| Suède (Sverigetopplistan)               | 4                  |
| Suisse (Schweizer Hitparade)            | 3                  |
| Venezuela (Pop Rock Record Report)      | 1                  |

| Classement (2010)                 | Position |
| --------------------------------- | -------- |
| Allemagne                         | 88       |
| Australie                         | 24       |
| Hongrie                           | 94       |
| Irlande                           | 9        |
| Nouvelle-Zélande                  | 17       |
| Royaume-Uni                       | 19       |
| Classement (2011)                 | Position |
| Allemagne                         | 53       |
| Australie                         | 28       |
| Autriche                          | 37       |
| Belgique (Flandre)                | 57       |
| Belgique (Wallonie)               | 32       |
| Canada                            | 8        |
| Espagne                           | 10       |
| États-Unis (Hot 100)              | 3        |
| États-Unis (Pop Songs)            | 8        |
| États-Unis (Digital Songs)        | 4        |
| États-Unis (Hot Dance Club Songs) | 19       |
| France                            | 34       |
| Hongrie                           | 26       |
| Nouvelle-Zélande                  | 31       |
| Pays-Bas                          | 38       |
| Royaume-Uni                       | 65       |
| Suisse                            | 36       |

## Certification
| Région                                                                                                 | Certification | Ventes/Streams |
| --- | ------------- | -------------- |
| États-Unis (RIAA)                                                                                      | 11 × Platine  | 11 000 000     |
| *Ventes selon la certification ^Mise en rayon selon la certification xNon précisé par la certification |               |                |